# Lucilla Perrotta
Lucilla Perrotta (Roma, 3 de junio de 1975) es una deportista italiana que compitió en voleibol, en la modalidad de playa.
Ganó seis medallas en el Campeonato Europeo de Vóley Playa entre los años 1994 y 2004. Participó en dos Juegos Olímpicos de Verano, ocupando el noveno lugar en Sídney 2000 y el quinto en Atenas 2004.

## Palmarés internacional
| Campeonato Europeo | Campeonato Europeo             | Campeonato Europeo | Campeonato Europeo |
| Año                | Lugar                          | Medalla            | Pareja             |
| ------------------ | ------------------------------ | ------------------ | ------------------ |
| 1994               | Espinho (Portugal)             | Medalla de bronce  | Cristiana Parenzan |
| 1995               | Saint-Quay-Portrieux (Francia) | Medalla de bronce  | Cristiana Parenzan |
| 1997               | Roma (Italia)                  | Medalla de plata   | Daniela Gattelli   |
| 2002               | Basilea (Suiza)                | Medalla de oro     | Daniela Gattelli   |
| 2003               | Alanya (Turquía)               | Medalla de bronce  | Daniela Gattelli   |
| 2004               | Timmendorfer Strand (Alemania) | Medalla de bronce  | Daniela Gattelli   |